# S/2006 S 12
S/2006 S 12 — природний супутник Сатурна. Відкритий Скоттом Шеппардом, Девідом Джуїттом, Дженом Кліна, Едвард Ештон та Бреттом Гладманом 7 травня 2023 року після спостережень, проведених у період з 5 січня 2006 року по 8 липня 2021 року.
Діаметр S/2006 S 12 — близько 4 км, велика піввісь — 19 569 800 км, орбітальний період — 1035,05 земної доби, обертається навколо Сатурна з прямим напрямком під нахилом 38,6° до площини екліптики, ексцентриситет орбіти — 0,542. S/2006 S 12 належить до галльської групи, однак його велика напіввісь розташована трохи далі, ніж інші її члени, що означає, що це вихідний супутник разом із S/2004 S 24 і S/2019 S 6.